# Eulithis festinaria
Eulithis festinaria är en fjärilsart som beskrevs av Hugo Theodor Christoph 1880. Eulithis festinaria ingår i släktet Eulithis och familjen mätare. Inga underarter finns listade i Catalogue of Life.